# Steve Yedlin
Steve Yedlin (Los Angeles, 29 september 1975) is een Amerikaanse cameraman (director of photography). Hij is vooral bekend van zijn samenwerkingen met regisseur Rian Johnson.

## Biografie
Steve Yedlin leerde aan de USC School of Cinematic Arts, de filmschool van de University of Southern California, de latere regisseur Rian Johnson kennen. De twee werden goed bevriend en werkten in de jaren 1990 samen aan verscheidene korte films. 
Yedlin begon zijn carrière als gaffer en werkte in die rol mee aan verschillende reclamespots. In 1999 maakte hij als cameraman zijn filmdebuut met de komedie Fashionably L.A. van regisseur en scenariste Tamara Olson. In de daaropvolgende jaren filmde Yedlin onder meer May (2002) en Conversations with Other Women (2005). In 2005 was hij ook de director of photography van Rian Johnsons debuutfilm Brick. In 2008 werkte het duo samen aan de avonturenfilm The Brothers Bloom en vier jaar later aan de sciencefictionfilm Looper. In 2016 werd Yedlin door Johnson ook aangenomen om Star Wars: Episode VIII te filmen.
In 2006 filmde Yedlin de videoclip "Woke Up New" van The Mountain Goats. De clip werd eveneens geregisseerd door Rian Johnson.
Sinds 2015 is Yedlin lid van de American Society of Cinematographers (ASC).

## Filmografie

### Films
| - Fashionably L.A. (1999) - May (2002) - Toolbox Murders (2004) - Dead Birds (2004) - Brick (2005) - Conversations with Other Women (2005) - Unknown (2006) - Altered (2006) - The Dead One (2007) - Lovely by Surprise (2007) - American Violet (2008) - The Brothers Bloom (2008) - Tenure (2008) - Love and Other Impossible Pursuits (2009) - Father of Invention (2010) |  | - Looper (2012) - Girl Most Likely (2012) - Carrie (2013) - Danny Collins (2015) - San Andreas (2015) - Star Wars: The Last Jedi (2017) |

- Knives Out (2019)

- Biblioteca Nacional de España: XX4581695
- Gemeinsame Normdatei: 138135878
- International Standard Name Identifier: 0000 0001 1573 948X
- Library of Congress Control Number: no2005117551
- Nationale Bibliotheek van Tsjechië: xx0257607
- Nationale Bibliotheek van Israël: 987007376950205171
- Virtual International Authority File: 71135308
- WorldCat: E39PBJjtdwHq83PmgyFKkCr8YP